# Kata di Georgia
Kata (conosciuta anche come Katai, in georgiano კატა, კატაჲ?; fl. XII secolo) è stata una nobile georgiana. 
Figlia di Davide IV di Georgia, fu data in sposa alla famiglia imperiale bizantina verso il 1116, ma l'identità del marito non è rivelata nelle fonti medievali. Ci sono tre ipotesi moderne riguardanti il suo matrimonio.

## Matrimonio

### Cronache medioevali
Il matrimonio di Kata è menzionato dalla Storia del Re dei Re David del XII secolo, parte delle Cronache georgiane, che non specifica il nome del marito. La cronaca esalta Kata e sua sorella, Tamar, moglie dello scià di Shirvan, come luminari dell'Occidente e dell'Oriente, rispettivamente, riflettendo lo splendore del loro padre.

### Teorie moderne
Ci sono diverse opinioni fra gli studiosi su chi fosse esattamente il coniuge di Kata. Secondo un'ipotesi comunemente accettata dagli storici della Georgia, ella sposò Isacco Comneno, terzo figlio dell'imperatore Alessio I Comneno, e cambiò nome in Irene, nome utilizzato nelle fonti bizantine per la moglie di Isacco. Se l'ipotesi è vera ed Elena, figlia di Isacco e Kata, fu effettivamente la moglie del principe Rurikide della Rus' di Kiev Jurij Dolgorukij, allora potrebbe fornire, per discendenza dall'antichità, un'ascendenza bagratide a numerosi discendenti russi e polacchi. In alternativa, la moglie di Isacco, Irene, potrebbe essere stata la stessa persona di un'anonima figlia di Volodar di Peremyshl nota dalla Cronaca degli anni passati per aver sposato il figlio, anch'esso senza nome, dell'imperatore Alessio.
Un'altra versione accreditata, tra gli altri studiosi, da Cyril Toumanoff, sostiene che Kata era sposata al megas doux Alessio Comneno, un figlio di Niceforo Briennio e Anna Comnena.
La terza ipotesi, sostenuta da Paul Gautier e Mihail-Dimitri Sturdza, afferma che il marito di Kata era Alessio Comneno, il figlio maggiore dell'imperatore bizantino Giovanni II Comneno. L'Epitome delle storie di Giovanni Zonara menziona l'arrivo della sposa georgiana (abcasa) del figlio maggiore di Giovanni II a Costantinopoli subito dopo la sua salita al trono, non molto dopo il 1118.

## Ascendenza
|                       |   |                      | Genitori |  |  | Nonni |  |  | Bisnonni             |  |  | Trisnonni            |  |
|                       |   |                      |          |  |  |       |  |  | Bagrat IV di Georgia |  |  | Giorgio I di Georgia |  |
|                       |   |                      |          |  |  |       |  |  | Bagrat IV di Georgia |  |  | Giorgio I di Georgia |  |
|                       |   | Mariam di Vaspurakan |          |  |  |       |  |  | Bagrat IV di Georgia |  |  |                      |  |
| Giorgio II di Georgia |   |                      |          |  |  |       |  |  | Bagrat IV di Georgia |  |  |                      |  |
|                       |   | Borena d'Alania      | …        |  |  |       |  |  |                      |  |  |                      |  |
|                       |   | Borena d'Alania      | …        |  |  |       |  |  |                      |  |  |                      |  |
|                       |   | Borena d'Alania      | …        |  |  |       |  |  |                      |  |  |                      |  |
| Davide IV di Georgia  |   | Borena d'Alania      |          |  |  |       |  |  |                      |  |  |                      |  |
|                       |   | …                    | …        |  |  |       |  |  |                      |  |  |                      |  |
|                       |   | …                    | …        |  |  |       |  |  |                      |  |  |                      |  |
|                       |   | …                    | …        |  |  |       |  |  |                      |  |  |                      |  |
| Elene di Georgia      |   | …                    |          |  |  |       |  |  |                      |  |  |                      |  |
|                       |   | …                    | …        |  |  |       |  |  |                      |  |  |                      |  |
|                       |   | …                    | …        |  |  |       |  |  |                      |  |  |                      |  |
|                       |   | …                    | …        |  |  |       |  |  |                      |  |  |                      |  |
| Kata di Georgia       |   | …                    |          |  |  |       |  |  |                      |  |  |                      |  |
|                       | … | …                    |          |  |  |       |  |  |                      |  |  |                      |  |
|                       | … | …                    |          |  |  |       |  |  |                      |  |  |                      |  |
|                       | … | …                    |          |  |  |       |  |  |                      |  |  |                      |  |
| …                     | … |                      |          |  |  |       |  |  |                      |  |  |                      |  |
|                       |   | …                    | …        |  |  |       |  |  |                      |  |  |                      |  |
|                       |   | …                    | …        |  |  |       |  |  |                      |  |  |                      |  |
|                       |   | …                    | …        |  |  |       |  |  |                      |  |  |                      |  |
| …                     |   | …                    |          |  |  |       |  |  |                      |  |  |                      |  |
|                       |   | …                    | …        |  |  |       |  |  |                      |  |  |                      |  |
|                       |   | …                    | …        |  |  |       |  |  |                      |  |  |                      |  |
|                       |   | …                    | …        |  |  |       |  |  |                      |  |  |                      |  |
| …                     |   | …                    |          |  |  |       |  |  |                      |  |  |                      |  |
|                       |   | …                    | …        |  |  |       |  |  |                      |  |  |                      |  |
|                       |   | …                    | …        |  |  |       |  |  |                      |  |  |                      |  |
|                       |   | …                    | …        |  |  |       |  |  |                      |  |  |                      |  |
|                       |   | …                    |          |  |  |       |  |  |                      |  |  |                      |  |